# Parathelypteris hirsutipes
Parathelypteris hirsutipes là một loài thực vật có mạch trong họ Thelypteridaceae. Loài này được (C.B. Clarke) Ching mô tả khoa học đầu tiên năm 1963.